# 虎井觀音廟
虎井觀音廟，舊稱虎井大音宮或虎井觀音宮，主祀觀世音菩薩，位於臺灣澎湖縣馬公市虎井嶼，乃澎湖本島之外的離島漁村廟宇。23°29′10″N 119°30′57″E / 23.486134°N 119.515851°E

## 沿革
虎井觀音廟位於虎井嶼，澎湖列島中第七大島，清領時期被劃入嵵裡澚虎井社，日治時期作嵵裡澳虎井鄉；二次世界大戰後作虎井里。
據傳虎井觀音廟最早祭祀林公公，建祠時間約於清朝嘉慶年間，但確切時期與契機不詳，推測為有應公信仰轉化。爾後約莫在嘉慶、道光年間，虎井居民陳姓人家一員在船難中拾獲一觀世音菩薩的金身，原本安奉在家中祭祀，後幾經周折，被推拱作全島的守護神，並盛傳建廟之時，壇下乩童示意廟址設於原「林公公祠」，當地居民擲筊在林公公祠請示，林公公以宮廟落成後需安座大位為條件，同意居民拆廟闢建新廟，改祀觀音的新廟落成時間推估在道光18年（1838年）間，廟身由5坪擴建成16坪。
另外根據明治38年（1898年）的〈全台寺廟調查〉報告記載，其時的廟身建築已有21坪，總用地58坪，且時人稱作「觀音宮」。昭和六年（1931年）又留擴建記錄（126坪），昭和八年（1933年）落成，根據〈虎井觀音廟重建碑記〉撰述，該廟在民國62年（1973年）改名為「大音宮」。民國59年（1970年），舊廟拆除重建，於民國62年（1973年）落成入火。
當時的大音宮廟身坐南朝北，立面除了正殿尚有鐘樓與鼓樓，廟埕設有矮牆，左右各置一石獅，正殿採三門入口，廟頂設計為燕尾綠瓦、屋脊有福祿壽三仙與龍祥鳳舞的剪黏，民國76年（1987年）因屋頂漏水嚴重，復起整修，同年竣工。
民國92年（2003年），廟身幾經寒暑，再度出現屋瓦傾圯、房屋漏水的問題，耆老陳生利提起修建廟宇之議。此次針對廟宇整建，乃分有兩股聲浪：一派以陳福會、翁安雄為首，訴諸維護廟宇的歷史與建築藝術性，主張「保持原貌、舊廟修建」；另一派則多為地方耆老，主張「拆除舊廟、重建新廟」，代表人物為翁全盛、陳仁和、蔡明月、劉福來、陳義男、陳福立、陳川棟與陳川佐等。
民國93年（2004年），「大音宮管理委員會」成立，擲筊選定由陳福氣出任主委，陳福立任總幹事，陳福會擔任副總幹事，負責處理廟務重建、募款籌資以及土地產權等業務。待當土地產權問題解決與建廟資金到位後，民國94年（2005年）八月間動工拆廟，民國96年（2007年）十月竣工，總計重建經費為新台幣5500萬元整，廟身坐南朝北，建築總面積達130坪，可謂巍然壯闊。11月12日（農曆十月初三）舉辦新廟入火大典，並遵照觀世音菩薩聖筊指示，將「大音宮」更名為「觀音廟」，沿用迄今。

## 文物

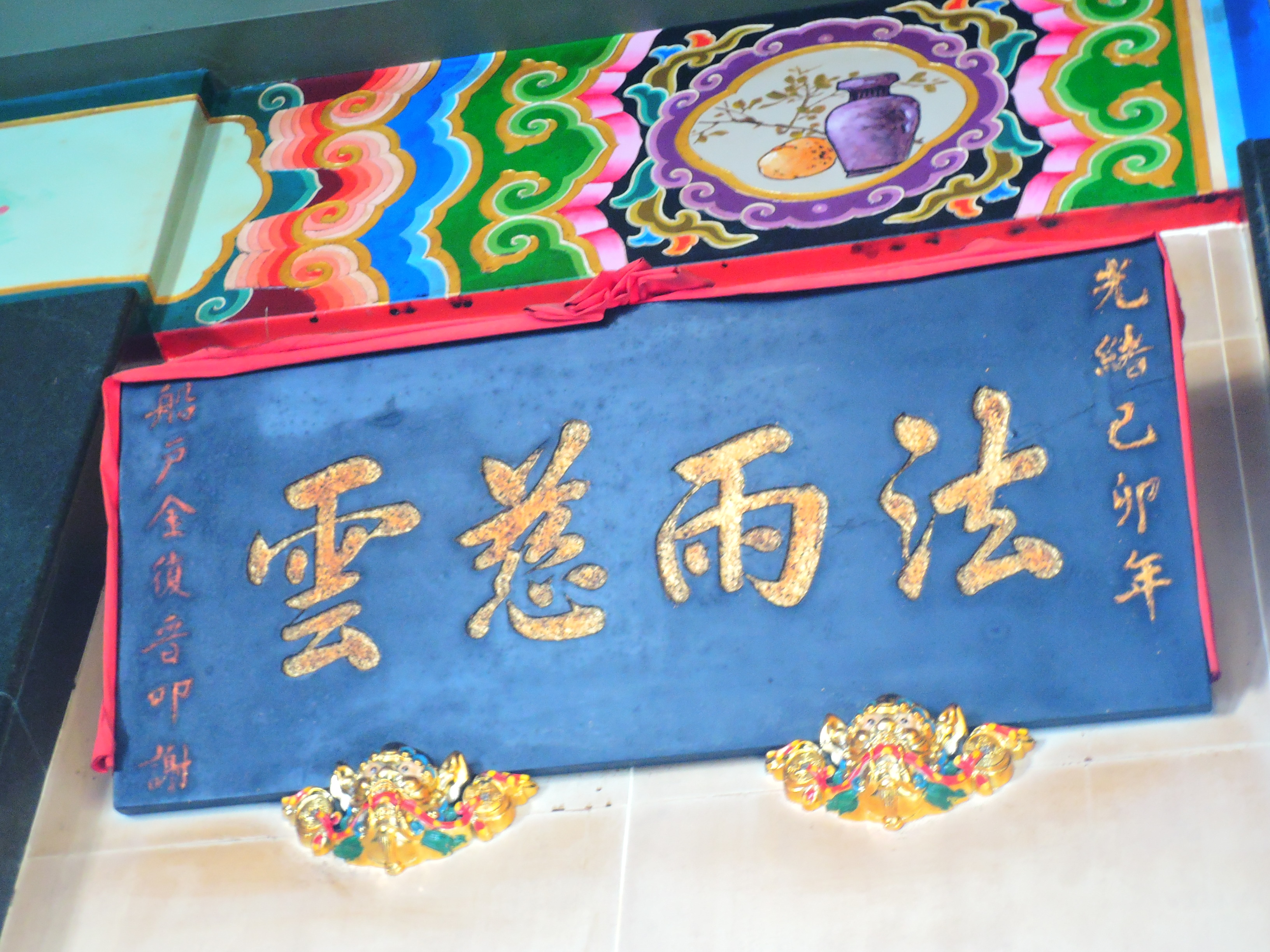
「法雨慈雲匾」，上款：光緒己卯年。下款：船戶金復晉叩謝。

- 「法雨慈雲匾」：相傳為閩籍商船「金復晉」在海上遇風，漂流至虎井嶼避難，避難期間，船員曾上岸祈求觀世音菩薩的庇佑，「金復晉」在安然返航之後，又於光緒己卯年（即光緒五年，公元1879年）間專程返回虎井致贈匾額，以誌銘謝不忘之意。[1][註 1]

## 外部連結
虎井觀音廟的Facebook專頁

## 圖輯

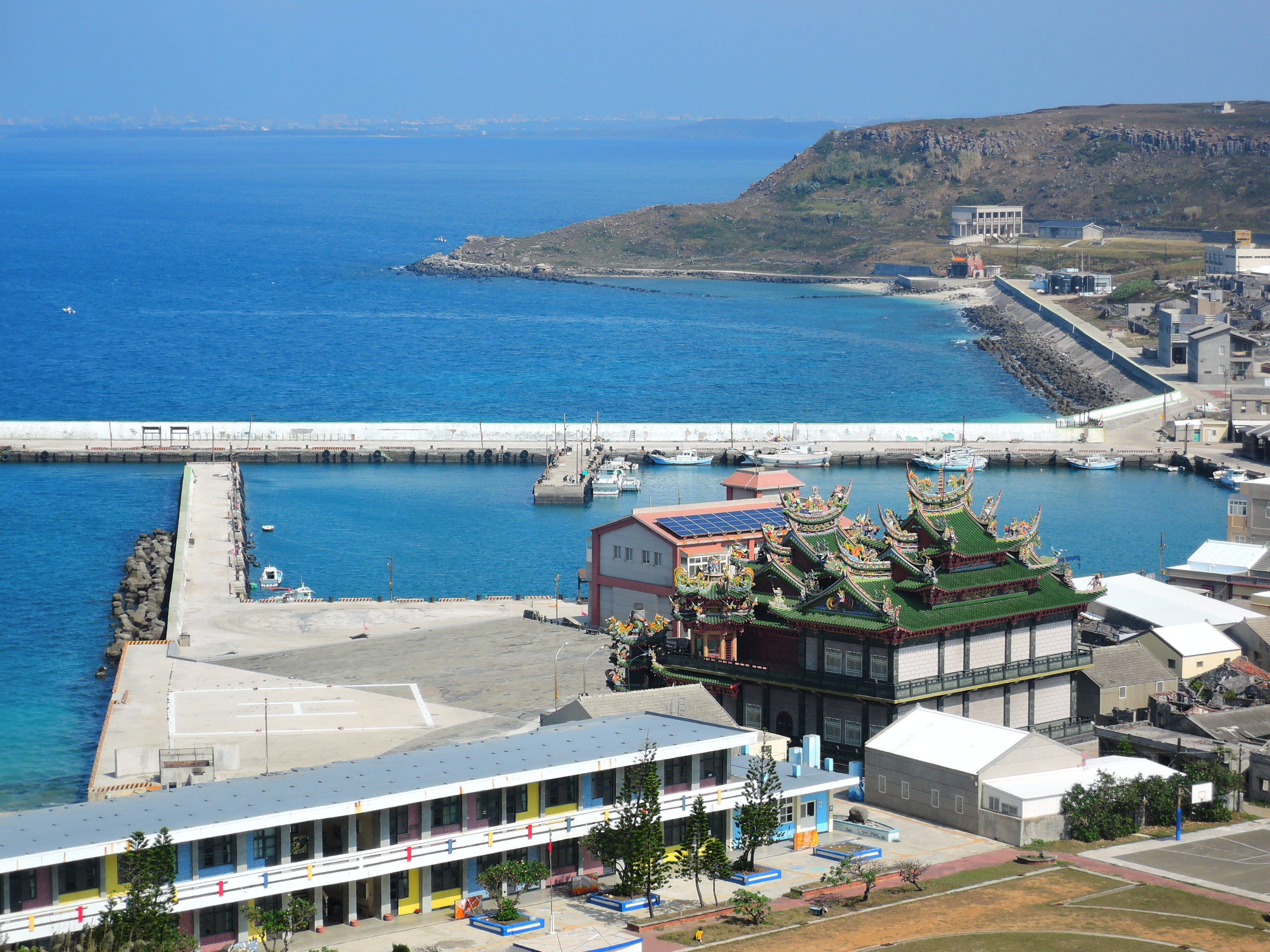
觀音廟（坐東朝西）
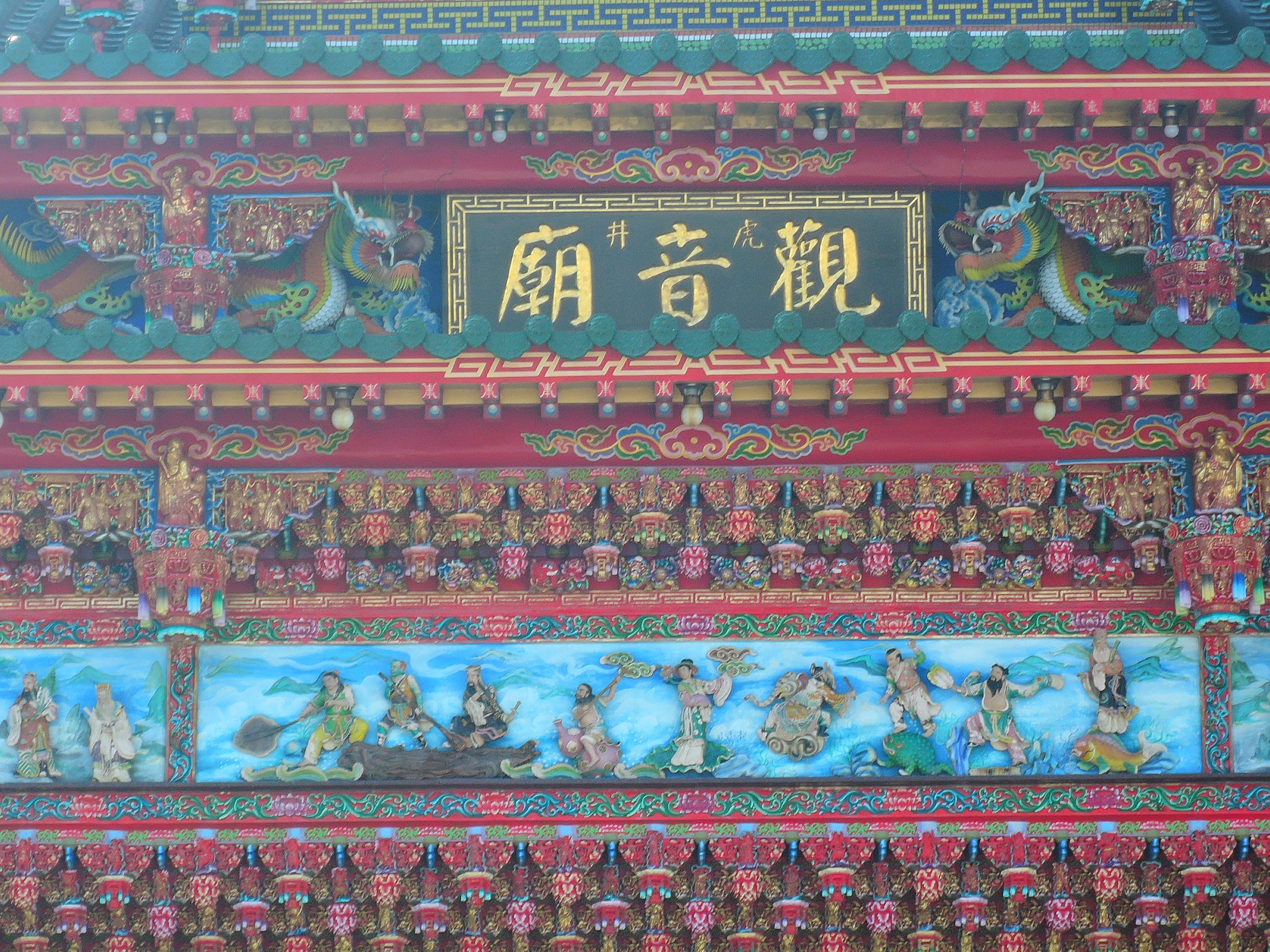
2007年落成之廟牌
神明廳
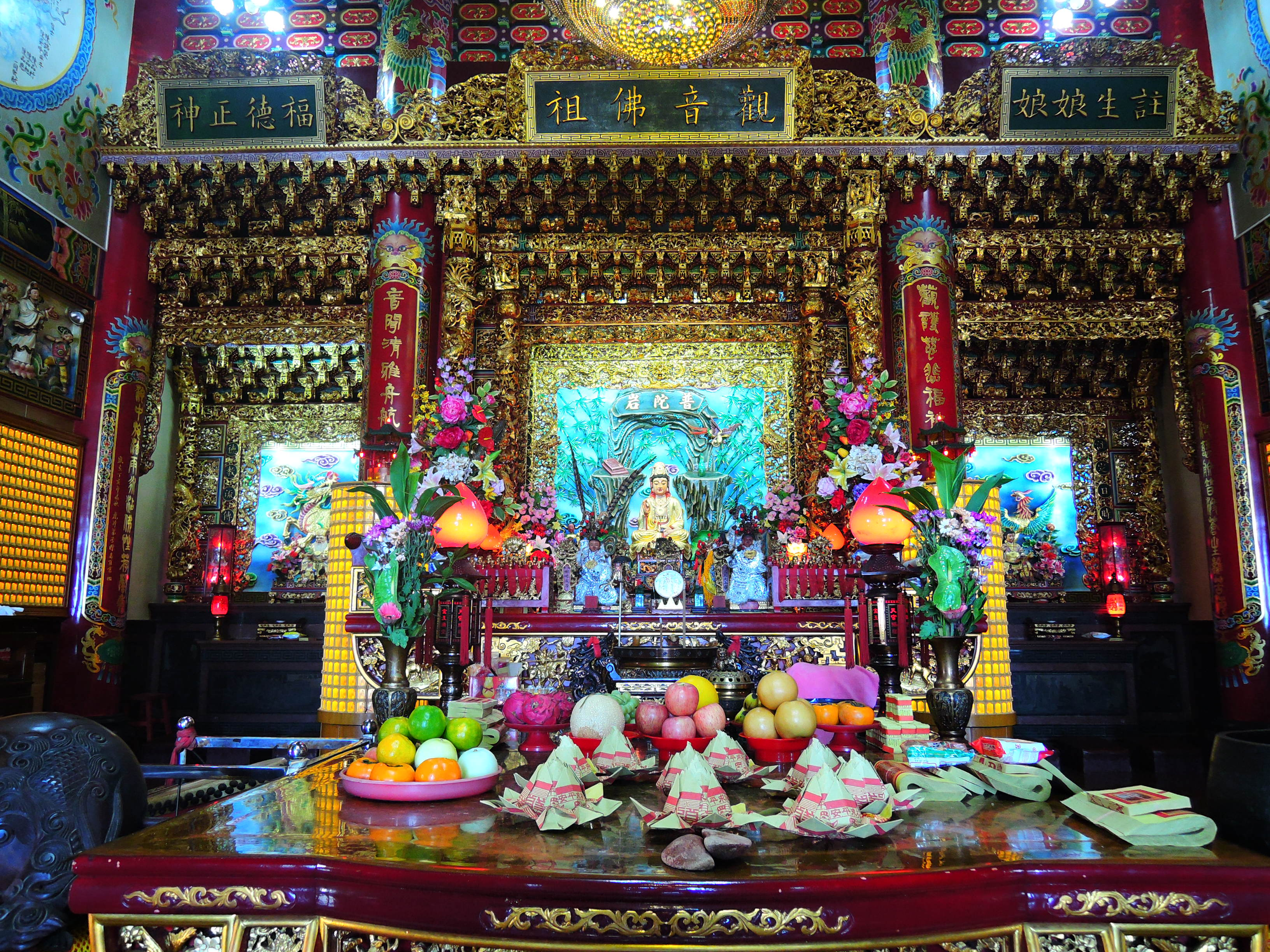
頂桌與翹頭案
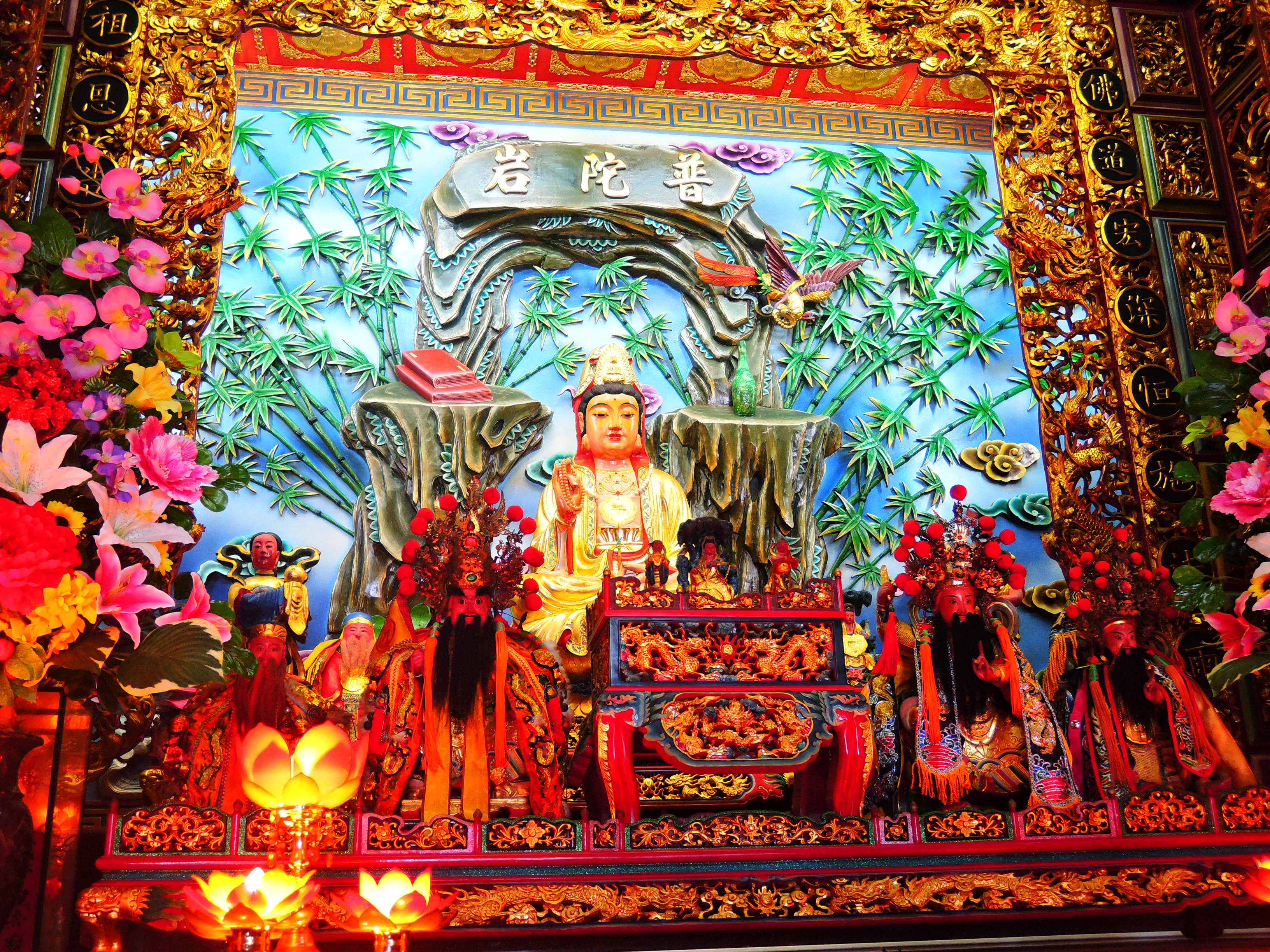
觀音與王爺等像
大符雷令（含林公公大名）

## 碑文
1. 1 2  〈虎井觀音廟沿革碑記〉
2. 1 2 3 4  〈虎井觀音廟重建碑記〉